# Одеса-Застава II
Одеса-Застава II — вузлова проміжна залізнична станція Одеського вузла Одеської залізниці на ділянці Колосівка — Одеса-Головна, неподалік сходження лінії з боку станції Одеса-Застава III, між станціями Одеса-Головна (6 км) та Одеса-Пересип (8 км). Розташована у Хаджибейському районі міста Одеса.

## Історія
Станцію було відкрито 1894 року. Електрифіковано станцію у складі лінії Одеса-Сортувальна — Одеса-Головна 1972 року.

## Пасажирське сполучення
Зупиняються лише приміські електропоїзди Колосівського напрямку.